# Lubień (gmina)
Lubień – gmina wiejska w województwie małopolskim, w powiecie myślenickim. W latach 1975–1998 gmina położona była w województwie nowosądeckim.
Siedziba gminy to Lubień.
Według danych z 25 maja 2014 gminę zamieszkiwało 9882 osób. Natomiast według danych z 31 grudnia 2017 roku gminę zamieszkiwało 10 027 osób.

## Położenie
Gmina Lubień stanowi bramę wlotową od strony Krakowa na teren byłego województwa nowosądeckiego, położoną na trasie Kraków – Zakopane, wzdłuż drogi S-7 – popularnej "Zakopianki". Jej teren obejmuje pasmo Beskidu Wyspowego i Beskidu Średniego. Od północy graniczy z gminą Pcim, od południa z gminami Rabka-Zdrój i Raba Wyżna, od zachodu z gminą Jordanów, a od wschodu z gminą Mszana Dolna.

## Struktura powierzchni
Według danych z roku 2002 gmina Lubień ma obszar 75,01 km², w tym:
- użytki rolne: 49%
- użytki leśne: 46%

Gmina stanowi 11,14% powierzchni powiatu.

## Demografia

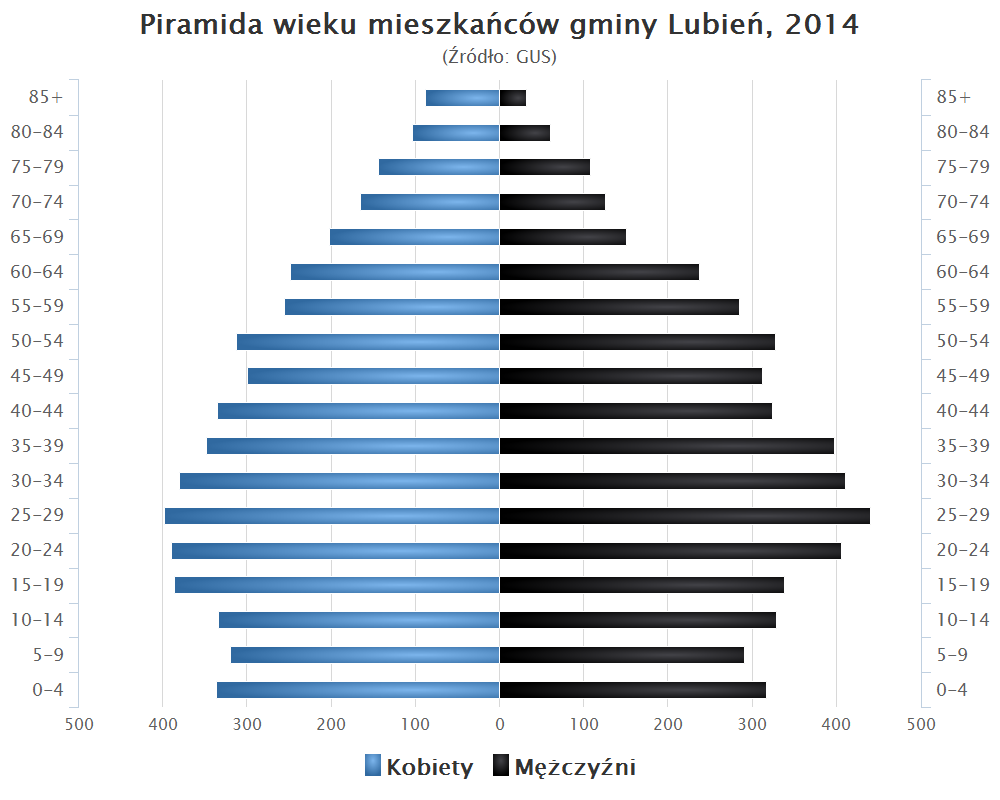
Piramida wieku mieszkańców gminy Lubień w 2014 roku

Dane z 25 maja 2014:
| Opis                              | Ogółem | Ogółem | Kobiety | Kobiety | Mężczyźni | Mężczyźni |
| --------------------------------- | ------ | ------ | ------- | ------- | --------- | --------- |
| jednostka                         | osób   | %      | osób    | %       | osób      | %         |
| populacja                         | 9882   | 100    | 4971    | 50,2    | 4921      | 49,8      |
| gęstość zaludnienia (mieszk./km²) | 131,76 | 131,76 | 61,5    | 61,5    | 61,1      | 61,1      |

## Miejscowości
Krzeczów, Lubień, Tenczyn, Skomielna Biała

## Sąsiednie gminy
Jordanów, Mszana Dolna, Pcim, Raba Wyżna, Rabka-Zdrój, Tokarnia

## Gminy partnerskie[6]
| miasto      | kraj     | data podpisania umowy | rodzaj umowy     |
| ----------- | -------- | --------------------- | ---------------- |
| Catenay     | Francja  |                       | gmina partnerska |
| Penkun      | Niemcy   |                       | gmina partnerska |
| Gmina Kolno | Polska   |                       | gmina partnerska |
| Malatiná    | Słowacja |                       | gmina partnerska |